# Jan Jankiewicz
Jan Jankiewicz (Przedborowa, Baixa Silèsia, 17 de setembre de 1955) va ser un ciclista polonès. Sempre competí com amateur. Va guanyar dues medalles d'argent al Campionat del món de 1979. Va participar en dos edicions dels Jocs Olímpics.

## Palmarès
- 1975
  -  Campionat de Polònia en contrarellotge
- 1978
  - Vencedor de 3 etapes a la Volta a Polònia
- 1979
  - 1r a la Ruban Granitier Breton
  - Vencedor de 3 etapes a la Volta a Polònia
  - Vencedor d'una etapa a la Cursa de la Pau
- 1980
  - Vencedor de 3 etapes a la Milk Race
  - Vencedor d'una etapa a la Volta a Polònia
- 1981
  - 1r a la Tour de Loir i Cher i vencedor d'una etapa
  - Vencedor d'una etapa a la Volta al Marroc